# Гребнев, Олег Геннадьевич
Олег Геннадьевич Гребнев (род. 4 февраля 1968, Волгоград, РСФСР) — советский, а затем российский гандболист. Заслуженный мастер спорта СССР (1992).

## Биография
Родился в Волгограде. Образование высшее.
В 1975 году поступил в среднюю школу № 22 Волгограда, где проучился до 1983 года. В начальных классах занимался различными видами спорта.
В 1983 году Олег Гребнев был принят в Волгоградскую школу-интернат спортивного профиля № 1. В 1985 году поступил на первый курс Волгоградского Государственного института физической культуры, в котором проучился один год.
С 1986 по 1988 годы проходил службу в рядах Советской Армии в Москве в ЦСКА. На основе достигнутых результатов в 1988 году был включён в состав юношеской сборной России и был приглашён в команду мастеров спортивного гандбольного клуба «Каустик».
В 1988 году поступил в Волгоградский политехнический институт, который окончил в 1993 году
В 1991 году поступил в Волгоградское училище олимпийского резерва им. А. И. Родимцева, которое окончил с отличием в 1993 году.
В 1993 году отправлен на стажировку в Испанию, где в составе команды «Сьюдад-Реаль» в 2002 году становится обладателем Кубка кубков европейских стран.

## Награды
- Орден Дружбы народов (1993).
- Именные часы Президента РФ Б. Н. Ельцина.
- Награждён почётными грамотами Государственного комитета Российской Федерации по физической культуре, спорту и туризму и Олимпийского комитета России

## Спортивная карьера
- 1989 год — в составе сборной команды СССР занимает I место на чемпионате мира среди юниоров.
- 1991 год — в составе сборной команды СССР занимает I место на чемпионате мира среди студентов.
- 1992 год — в составе Объединённой команды участвует в Олимпийских играх в Барселоне и занимает 1-е место.
- 1993 — в составе сборной команды России занимает I место на чемпионате мира (первое золото на чемпионатах мира российских команд)
- 1996 год — в составе сборной команды России занимает I место на чемпионате Европы.
- 1997 год — в составе сборной команды России занимает I место на чемпионате мира.
- В сборных страны: 1988—2000.
- Клубы: «Каустик» — Волгоград; ЦСКА — Москва; Fransisco Hollanda — Португалия; CADAGUA GALDAR — Гран-Канария, Испания; HSV «Dusseldorf», Германия; B.M. Ciudad Real, Испания.

## Работа
- Председатель ВРО ВДО «Спортивная Россия».
- С 2003 по 2005 годы возглавлял ВООО «Спорт через поколения».
- С 2007 по 2011 — первый заместитель председателя комитета по физической культуре и спорту Администрации Волгоградской области
- С 2011 по 2012 — директор ГКУВО «ЦСП по гандболу»
- С мая 2012 года по март 2015 — президент гандбольного клуба «Каустик»
- с марта 2015 г. Индивидуальный предприниматель